# NGC 3256
NGC 3256 — галактика в созвездии Паруса.
Эта галактика — одна из наиболее близких к нам «фабрик сверхновых», где взрывы сверхновых наблюдаются ежегодно или даже чаще.
В галактике вспыхнула сверхновая SN 2001db типа II, её пиковая видимая звездная величина составила 16,3.
Галактика NGC 3256 входит в состав группы галактик NGC 3261. Помимо NGC 3256 в группу также входят NGC 3261 и NGC 3256C.